# Gracilinanus
Gracilinanus is een geslacht van buideldieren uit de familie der opossums of buidelratten (Didelphidae). De wetenschappelijke naam van het geslacht werd in 1989 gepubliceerd door Gardner & Creighton. Hiervoor werden de soorten uit dit geslacht tot het geslacht Marmosa of Thylamys gerekend.

## Soorten
Er worden zeven moderne soorten in dit geslacht geplaatst:
- Gracilinanus aceramarcae – Boliviaanse slanke buidelrat
- Gracilinanus agilis
- Gracilinanus dryas
- Gracilinanus emiliae
- Gracilinanus marica
- Gracilinanus microtarsus
- Gracilinanus peruanus[4]